# Monadenia yosemitensis ssp. yosemitensis
Monadenia yosemitensis ssp. yosemitensis је подврста класе Gastropoda која припада реду Stylommatophora. 

## Угроженост
Подаци о распрострањености ове врсте су недовољни.

## Распрострањење
Сједињене Америчке Државе су једино познато природно станиште врсте.

## Станиште
Врста Monadenia yosemitensis ssp. yosemitensis има станиште на копну.